# Élections législatives de 1924 dans le Nord (secteur de Dunkerque)
Les élections législatives de 1924 dans le Département du Nord (Secteur de Dunkerque) se déroulent le 11 mai 1924.

## Circonscription
Aucune, élection au niveau du département.

## Contexte
Le mode de scrutin utilisé est le système mixte majoritaire-proportionnel dans le cadre du département .

## Résultats[1]
- Député sortant : Adolphe-Édouard Défossé (Radical-socialiste)

| Candidat       | Candidat       | Parti          | Premier tour | Premier tour | Second tour | Second tour |
| Candidat       | Candidat       | Parti          | Voix         | %            | Voix        | %           |
| -------------- | -------------- | -------------- | ------------ | ------------ | ----------- | ----------- |
|                | Gustave Barra  | PCF            | 65 229       | 15,03        |             |             |
|                |                |                |              |              |             |             |
| Inscrits       | Inscrits       | Inscrits       | 507 546      | 100,00       |             |             |
| Abstentions    |                |                |              |              |             |             |
| Votants        | Votants        | Votants        | 451 028      | 88,86        |             |             |
| Blancs et nuls | Blancs et nuls | Blancs et nuls | 5 585        | 1,23         |             |             |
| Exprimés       | Exprimés       | Exprimés       | 433 765      | 98,47        |             |             |
|                |                |                |              |              |             |             |